# Twilight (film)
 For alternative betydninger, se Twilight. (Se også artikler, som begynder med Twilight)
Twilight er en amerikansk film fra 2008 baseret på bogen af samme navn af Stephenie Meyer, og instrueret af Catherine Hardwicke.

## Handling
Historien handler om 17-årige Isabella Marie Swan (der helst vil kaldes Bella). Da hun var seks måneder gammel, flyttede hendes mor (Renée Dwyer) og hende selv fra Bellas far, Charlie. De boede alle tre i en lille regnfuld by, Forks, men Renée og Bella flyttede til en meget større og solrig by, Phoenix, hvor Bella har levet indtil nu.
Charlie blev boende i Forks og giftede sig ikke igen, imodsætning til Renée der giftede sig med en baseball-spiller, Phil Dwyer. Phil flytter meget rundt pga. jobbet og Renée bliver hjemme med Bella, selvom Bella ved at hun ikke bryder sig om det. Derfor beslutter Bella at flytte tilbage hos sin far.
Bella tiltrækker sig hurtigt opmærksomhed på hendes nye skole (selvom hun er ret genert) og bliver hurtigt venner med flere studerende.
I starten da Bella sidder ved siden af Edward Cullen i klassen på hendes første skoledag, afviser Edward hende fuldstændig. Han forsvinder i et par dage, og Bella får det dårligt, fordi hun ikke ved hvad der er galt. Da han kommer tilbage, opfører han sig pludselig anderledes over for Bella og de udvikler et venskab. Deres nyfundne forhold opnår et nyt højdepunkt, efter at Bella nær bliver kørt over af en klassekammerats varevogn, på skolens parkeringsplads. Tilsyneladende trodser Edward de fysiske love, og redder Bellas liv, da han øjeblikkeligt viser sig ved siden af hende, og stopper varevognen med sin bare hånd.
Bella bliver nysgerrig efter, hvordan Edward har reddet hendes liv, og plager ham med regelmæssige spørgsmål. Efter en familieven, Jacob Black, fortæller hende en legende fra hans lokale indianerstamme, finder Bella nogle bøger og internetsider, hvoraf hun konkluderer, at Edward og hans familie må være vampyrere. Hun konfronterer Edward med dette, og finder ud af at familien holder sig til dyr frem for mennesker. Edward tilstår, at han til at begynde med undgik Bella, fordi lugten af hendes blod var så attraktivt for ham. Over tid bliver Edward og Bella forelsket.
Deres forhold kastes dog ud i kaos, da tre nomadiske vampyrer, James, Victoria og Laurent, kommer til Forks.
James, en sporende vampyr, bliver opmærksom på Cullens forhold med et menneske, og vil jage Bella for morskabens skyld. Cullens forsøger at aflede James, ved at adskille Bella og Edward, og Bella skjuler sig på et hotel i Phoenix.
Der modtager Bella et telefonopkald af James, der påstår at han holder hendes mor til fange.
Da Bella overgiver sig, angriber James hende, men Edward, sammen med de øvrige Cullens, redder Bella og overvinder James.
Da de opdager at James har bidt Bellas hånd, suger Edward giften ud af hendes krop før den kan nå at sprede sig, (og forvandle hende til en vampyr) og Bella bliver derefter indlagt på hospitalet.
Efter et stykke tid tilbage i Forks, deltager Bella og Edward i skoleballet. Bella udtrykker sit ønske om at blive vampyr og Edward siger "Er det ikke nok med et langt og lykkeligt forhold med mig?", hvortil Bella svarer "Jo, indtil videre..."

## Medvirkende
- Seth Clearwater - Booboo Stewart
- Isabella Swan – Kristen Stewart
- Edward Cullen – Robert Pattinson
- Charlie Swan – Billy Burke
- Alice Cullen – Ashley Greene
- Rosalie Hale – Nikki Reed
- Jasper Hale – Jackson Rathbone
- Emmett Cullen – Kellan Lutz
- Dr. Carlisle Cullen – Peter Facinelli
- James – Cam Gigandet
- Jacob Black – Taylor Lautner
- Jessica Stanley – Anna Kendrick
- Mike Newton – Michael Welch
- Angela Weber – Christian Serratos
- Billy Black – Gil Birmingham
- Esme Cullen – Elizabeth Reaser
- Laurent – Edi Gathegi
- Victoria – Rachelle Lefevre
- Renée Dwyer – Sarah Clarke
- Tyler Crowley – Gregory Tyree Boyce
- Phil Dwyer – Matt Bucshell
- Eric Yorkie – Justin Chon
- Renesmee Carlie Cullen - Mackenzie Christine Foy

## Soundtrack
- Muse – "Supermassive Black Hole"
- Paramore – "Decode"
- The Black Ghosts – "Full Moon"
- Linkin Park – "Leave Out All the Rest"
- MuteMath – "Spotlight" ("Twilight" mix)
- Perry Farrell – "Go All the Way (Into the Twilight)"
- Collective Soul – "Tremble for My Beloved"
- Paramore – "I Caught Myself "
- Blue Foundation – "Eyes on Fire"
- Robert Pattinson – "Never Think"
- Iron & Wine – "Flightless Bird, American Mouth"
- Carter Burwell – "Bella's Lullaby"

## Eksterne links
- Twilight på Internet Movie Database (engelsk)
- Twilight på Filmdatabasen
- Twilight på Scope
- Twilight i Svensk Filmdatabas (svensk)
- Twilight på AlloCiné (fransk)
- Twilight på MovieMeter (nederlandsk)
- Twilight på AllMovie (engelsk)
- Twilight på Turner Classic Movies (engelsk)
- Twilight på The Movie Database (engelsk)
- Twilight på Rotten Tomatoes (engelsk)
- Twilight-universet på Skræk og Rædsel